# 富士市総合運動公園

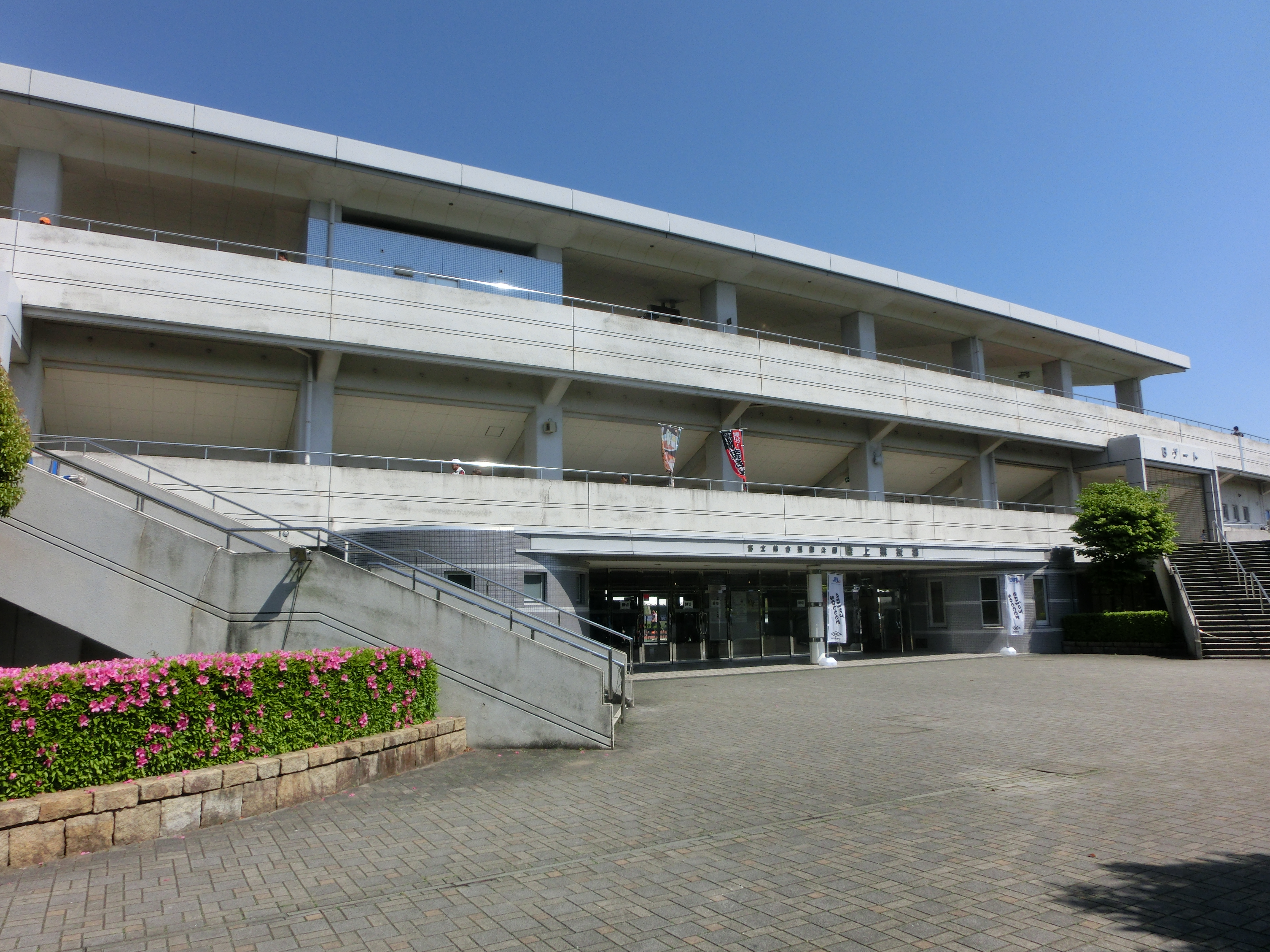
メインスタンド外観

富士市総合運動公園（ふじしそうごううんどうこうえん）は、静岡県富士市大淵に所在する運動公園である。

## 施設
- 水泳場
- 野球場
- 陸上競技場
  - 日本陸上競技連盟第2種公認
  - トラック：400m×8レーン
  - 収容人員：5,000人
  - 12月30日に行われる全日本大学女子選抜駅伝競走大会のフィニッシュ地点でもある。
- 相撲場
- 庭球場
- 弓道場
- 体育館
- 運動広場

## アクセス
自動車
- 新東名高速道路新富士ICより車で4分。

鉄道・バス
- 東海道本線富士駅・吉原駅、東海道新幹線新富士駅よりタクシーで15分。
- 吉原中央駅より富士急静岡バス『富士総合運動公園』下車すぐ。